# Vic Armstrong
Victor Monroe Armstrong, conocido como Vic Armstrong, (Farnham Common, Buckinghamshire, 5 de octubre de 1946) es un director, actor, guionista, productor y asistente de dirección británico.
Debutó como doble de Gregory Peck en la película del director Stanley Donen Arabesque en 1966.
Desde entonces su destacada carrera como especialista y coordinador de escenas de acción lo ha puesto en la posición de los más reconocidos en este medio.